# Skin and Other Stories
Skin and Other Stories è una raccolta di racconti già editi di Roald Dahl, pubblicato nel 2000 dalla Puffin Books, una casa editrice affiliata alla Penguin Putnam Books.
Le storie raccolte erano state pubblicate originariamente in Over to You: Ten Stories of Flyers and Flying, Someone like You e Kiss Kiss. Il racconto The Surgeon, invece, fu pubblicato nel 1986 sul Playboy.

## I Racconti
- Pelle (Skin) (da Someone like You)
- Cosciotto d'agnello (Lamb to the Slaughter) (da Someone like You)
- La macchina dei suoni (The Sound Machine)
- Racconto Africano (The African Story) (da Over to You: Ten Stories of Flyers and Flying)
- Il Comandone (Galloping Foxley) (da Someone like You)
- Il Desiderio (The Wish) (da Someone like You)
- The Surgeon
- Un Piccolo Tuffo (Dip In The Pool) (da Someone like You)
- Il campione del Mondo (The Champion of the World) (da Kiss Kiss)
- Attenti al cane (Beware of the Dog) (da Over to You: Ten Stories of Flyers and Flying)
- Mia dolce, mia colomba (My Lady Love, My Dove) (da Someone like You)

## Edizioni
- Viking, 2000, U.S.A.